# 忠恵王
忠恵王（ちゅうけいおう、チュンヘワン、충혜왕、1315年2月22日 - 1344年1月30日）は第28代高麗王（在位 ：1330年 - 1332年、復位：1339年 - 1344年）。
名は禎。モンゴル名は普塔失里（ブタジリ、モンゴル語：ᠪᠤᠳᠢᠰᠢᠷᠢ、Buddhašri）。諡号は忠恵献孝大王。忠粛王と明徳太后の間に生まれた。后は、亦憐真班、禧妃尹氏、和妃洪氏、銀川翁主林氏。

## 生涯
1328年、世子として禿魯花（人質）になって燕京で宿衛した。当時の権臣であった中書右丞相のエル・テムルと親交を深めたことに支えられ、1330年に忠粛王の伝位により高麗王に冊立された。エル・テムルの仲介で徳寧公主と結婚しており、帰国後は高麗を直轄領に編入させようとする元朝内部の議論に対し、強く嘆願しこれを阻止している。しかし、世子時代からモンゴルの王公たちと交わりながら歓楽にふける習性に染まっていたため、政事を放棄したまま狩猟や遊興に明け暮れた。
1332年、大青島に配流されたトゴン・テムルの身柄をめぐって遼陽行省と高麗が謀反を企てるという讒言が報告されると、元の文宗はその責任を問い忠恵王を廃位し、忠粛王を復位させた。再び燕京へ召喚され、以前のように宿衛の任務に就いたが、エル・テムル一族とは近い関係を維持した故に、政治的に対立していた太保のバヤンから嫌われた。エル・テムルの死後、その一族まで粛清され後見人を失った忠恵王はバヤンが元朝の大権を握ると、困難な処置に追い込まれ、結局1336年に宿衛の任務を怠ったという理由で強制帰国させられた。3年後、忠粛王の薨逝により遺詔に従って王位を継承することになったが、瀋王王暠を高麗王に擁立することを好んだバヤンの反対に遭い、元から正式な冊封を受けられない事態となった。
王権の正統性に欠かせない冊封を受けることができない状況で焦った忠恵王は金銀や王室の宝物を元の有力者に賄賂として捧げ、征東行省を通じて復位を訴えるなど、支持を求めるのに汲々とした。また、この頃に忠粛王の后妃の慶華公主を強姦までした。慶華公主に対する姦淫事件は忠恵王の荒淫狂暴な性情が露わになった破倫行為で、歴史家から非難の対象となってきた。反面に元の皇族出身で継母でもある公主を犯すことで、モンゴル系遊牧民の慣行である収継婚の形式を借りて、自分が忠粛王の継承者であることを確実にしようとする苛立ちの発露による行動ではなかったかと推測する見解も提起されている。このような流動的な政局の流れに乗じて瀋王王暠は政丞の曹頔と共に忠恵王を追い出し、自ら王位に就こうという陰謀をたくらむに至った。
1339年8月、慶華公主と瀋王王暠にそそのかされた曹頔が開京の王宮を急襲するクーデターを試みたが、忠恵王の親衛軍に制圧された。同年11月、元朝は高麗王の印璽を伝えながら復位を認めているように見えたが、わずか10日ぶりに忠恵王を押送して燕京の刑部に収監させ、処分を待たせた。翌年3月、トクトの主導でバヤンが失脚した政変が発生すると、雰囲気は反転し紆余曲折の末に復位が承認された。
苦労して王位を取り戻したが、同母弟の江陵大君王祺が元の宮廷に入朝した上、高麗人貢女の奇氏が次皇后として冊立され、忠恵王の立場は決して安定しなかった。特に奇氏はエル・テムルの娘のダナシリ皇后から逼迫を受けたため、エル・テムルと親しかった忠恵王に対しても感情が良くなかった。それでも忠恵王は反省する色もなく、節制のない私生活を続けたのはもちろん、財政改革の名目に国王個人の内帑庫を補充したり、新宮建設のために収奪を強化するなど、失政を繰り返した。彼の在位期にわたって、いわゆる「嬖幸」・「悪小輩」と呼ばれた側近が要職を占め、野放図な横暴を行った点も既成支配層の間で評判を低下させると同時に国政の乱脈を深めるのに一助した。
1343年8月、奇皇后の兄の奇轍をはじめとする高麗の親元派勢力は忠恵王の「貪淫不道」を指摘、高麗に新しい行省を建てて直轄領にしてほしいと元の中書省に要請した。同年11月には元から使臣が相次いで派遣され詔書の頒布を口実に忠恵王を征東行省に誘引した後、周囲の護衛兵を退けて逮捕し、押送してしまった。順帝の命令によって広東の掲陽県に流刑に処され南下中、湖広の岳陽県で病死。最後の瞬間には世話をする人すらおらず、包みまで自ら持って行かなければならないほど悲惨だったと伝えられている。
死後、遺体は高麗に送還され、開京近郊の開豊区域の永陵に葬られた。永陵は日本統治時代まで古跡調査により所在が確認されたが、現在は忘失している。

## 人物
- 「気性が豪侠で、乗馬や弓術を楽しみながら財物の利益を扱うのに喜び、荒淫無度だった。小人輩は志を得たが、忠直な者は排斥された」という批評通り[13]、忠恵王に対する評価は極めて否定的である。即位前、元朝で宿衛していた頃からモンゴルや回鶻貴族の子弟と交わり、退廃的な日常に慣れた影響も大きいので、品行を正すことができなかった。忠恵王を嫌った丞相のバヤンはモンゴル語で暴れん坊を意味する「撥皮」と嘲弄し軽蔑した[14]。
- 常識外れの乱行、つまり姦淫を重ねた行為こそ忠恵王が最も非難を受ける理由として挙げられる。『高麗史』には宴会の席を借りて酒に酔った勢いで慶華公主と無理やり情を交わしたと赤裸々に記されている。このほか、同じく先王の忠粛王の妃の寿妃権氏や母方の叔父の洪戎の後妻も含めて容姿が美しい女性であれば近親関係、婚姻の有無、身分などに関係なく手当たり次第奪い、強姦したという。このような乱行は復位後に集中した点が特徴で、単なる性的逸脱なのか、収継婚の一環なのかについては議論がまちまちだ。
- 常に精力がつく薬剤を使用していたという。彼と関係を持った女性は、淋病に罹患する者が多かった。
- 元の使臣を迎接する途中に逮捕された当時、使臣団を率いたのは高麗出身の宦官の高龍普だった。すでに一度廃位になった経験もあり、異例に使臣たちが相次いで到着すると、これを疑い、接見を拒否しようとした。しかし、高龍普が「皇帝はいつも国王が不敬だと疑っているので、迎接しなければ皇帝の疑惑がさらに強くなるでしょう」と警告し、やむを得ず出向いて逮捕されてしまった。忠恵王の逮捕は征東行省で起きたし、詔書が朗読される間に国王を足で蹴飛ばして捕縛する一方、護衛兵と使臣団が互いに乱戦して槍剣に刺された者が続出するほどだった。落し穴に落ちた忠恵王が自分を呼ぶと、高龍普はむしろ彼に悪口を浴びせたという[15]。
- 配所へ出発する前に「お前は国王になったにもかかわらず民をひどく搾取したから、たとえお前の血を天下の犬たちに飲ませてもむしろ足りない。しかし朕は殺生を好きではないので、お前を掲陽に送るところ、朕を恨まずに立去れ」という順帝の諭示を受けた[16]。

## 家族関係

### 父母
- 父:忠粛王 - 第27代王。
- 母:恭元王后（明徳太后）洪氏

### 后妃
- 徳寧公主（生年不詳-1375年）- 名は亦憐真班。元朝の関西王焦八の娘。後に貞順淑儀公主とも称される。

### 後宮
- 禧妃尹氏（生年不詳-1380年）- 尹継宗の娘。禧妃尹氏の母の兄弟の閔忭は李氏朝鮮の第3代国王太宗の王妃の元敬王后の祖父。
- 銀川翁主林氏（生没年不詳）- 林信の娘。
- 和妃洪氏（生没年不詳）- 洪鐸の娘。

### 子女

#### 王子
- 忠穆王 - 母は徳寧公主。第29代王。
- 忠定王 - 母は禧妃尹氏。第30代王。
- 王釈器（生年不詳-1375年）- 母は銀川翁主林氏。忠定王の命令で出家（法名は丹陽）。謀反の疑いで処刑。民間の女性との間に息子を儲けたが、同様に処刑された。

#### 王女
- 長寧公主（生没年不詳）- 母は徳寧公主。元朝の魯王の夫人。元が滅亡すると高麗に帰国して徳寧公主と共に暮らしたが、その後の行跡は不明である。

## 登場作品
- 奇皇后 〜ふたつの愛 涙の誓い〜 - 2013年、MBC。演︰チュ・ジンモ

高麗王ワン・ユとして登場。